# أوتو بيرغ (كيميائي)
أوتو بيرغ (بالألمانية: Otto Berg) هو كيميائي ألماني، ولد في 23 نوفمبر 1873 في برلين في ألمانيا، وتوفي في 1939.